# Ron Clark
Ron Clark es un profesor estadounidense que ha trabajado con estudiantes con problemas en escuelas rurales de Carolina del Norte y del neoyorquino barrio de Harlem.
Ha alcanzado gran popularidad por sus éxitos logrando excelentes resultados de alumnos desaventajados y problemáticos, que le han hecho acreedor de múltiples premios, así como por sus libros de gran éxito editorial.
El más reciente proyecto del profesor Clark es la Ron Clark Academy, una escuela privada aunque sin fines de lucro en Atlanta, Georgia, donde los estudiantes siguen una formación y curriculum conjunta sin separaciones entre más y menos aptos. Dicha academia también ofrece a los estudiantes oportunidades para salir a otros países, así como talleres para mejora de profesores en los que se imparten los métodos de enseñanza del profesor Clark.
Elaboró una serie de normas, denominadas las 55 reglas esenciales que él aplicaba para enseñar a sus alumnos y que serían de aplicación para todo tipo de estudiantes.
Ha alcanzado gran popularidad a partir de la elaboración de la película La historia de Ron Clark The Ron Clark Story, en la que el actor Matthew Perry (popular protagonista de la televisiva comedia Friends) alcanzó la nominación como mejor actor en los Premios Emmy y Premios Globo de Oro en el año 2007.